# Stenoxenus niger
Stenoxenus niger är en tvåvingeart som beskrevs av Lane 1948. Stenoxenus niger ingår i släktet Stenoxenus och familjen svidknott. Inga underarter finns listade i Catalogue of Life.